# شرم لولوورث

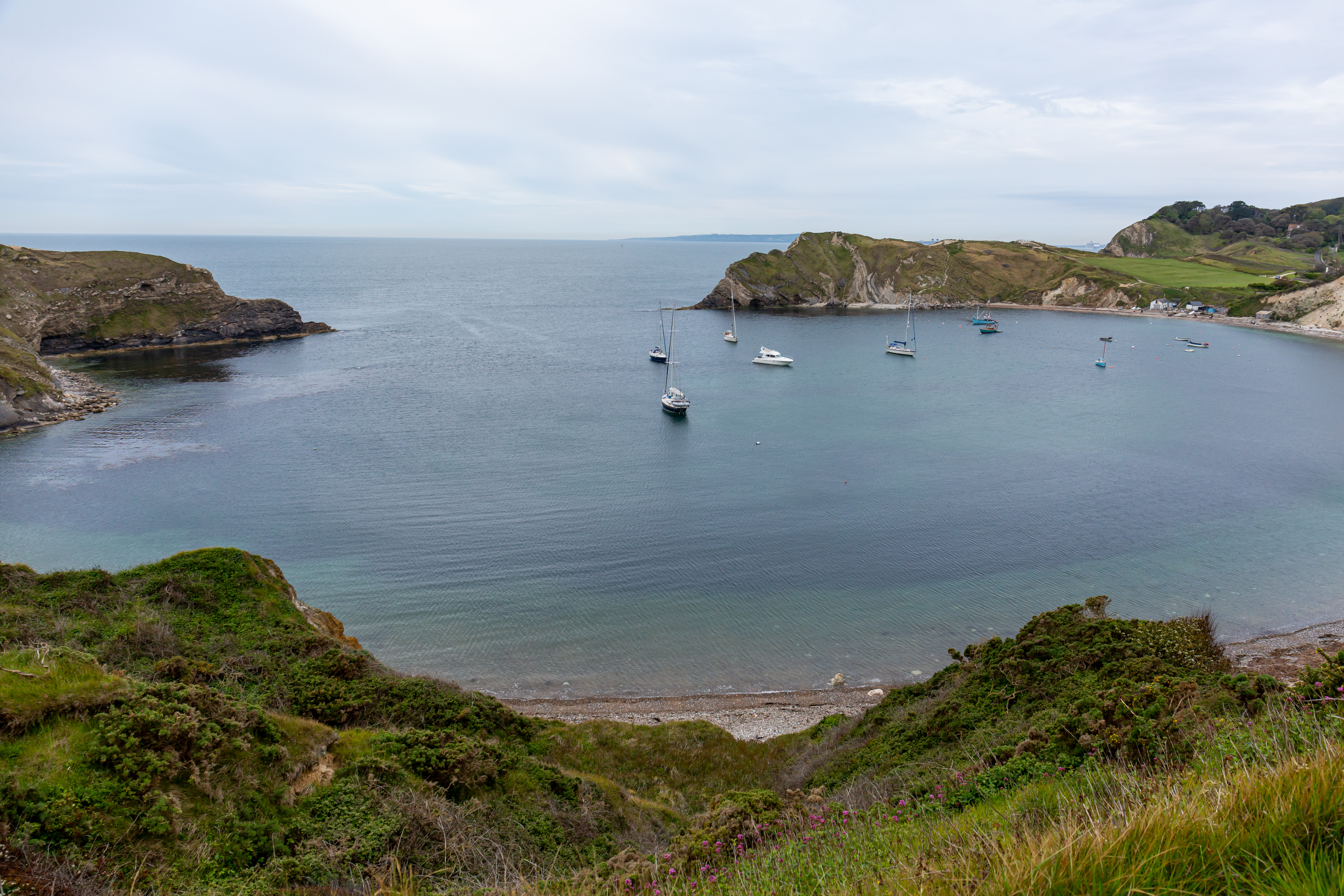
شرم لولوورث، 2021

شرم لولورث هو شرم صغير يقع بالقرب من قرية ويست لولورث، على الساحل الجوراسي في دورست، جنوب إنجلترا. وهو مملوكٌ ملكيةً خاصة لعائلة ويلد، إلى جانب باب ديرادلا وعقار لولورث. يُعدّ الخليج من أروع الأمثلة على هذا النوع من التضاريس في العالم، وهو مُدرجٌ على قائمة التراث العالمي ومقصدٌ سياحيٌّ يستقبل حوالي 500,000 زائر سنويًا، يزورهم حوالي 30% منهم في شهري يوليو وأغسطس. ويقع الخليج بالقرب من قوس باب ديرادلا الصخري ومواقع أخرى على الساحل الجوراسي.